# アジピン酸
アジピン酸（アジピンさん、adipic acid）は、ジカルボン酸の一種。IUPAC命名法ではヘキサン二酸 (hexanedioic acid) と表される無臭の無色結晶性粉末である。

## 性質
水への溶解度は、15 ℃において 1.4 g/100 mL と小さく、エーテルにも難溶。アセトンには可溶であり、エタノールには易溶。加熱により分解して吉草酸などを生じる。酸解離定数は、pKa1 = 4.42, pKa2 = 5.42 である。

## 製法
シクロヘキサンを酸化することによって得ることができる。古くより、シクロヘキサンをまずシクロヘキサノール、シクロヘキサノンとしてから、硝酸酸化でアジピン酸とする方法がとられてきた。アジポニトリルの加水分解でも得られる。

## 用途
ヘキサメチレンジアミンと共に6,6-ナイロンの原料として工業的に重要とされる。
共に6,6-ナイロンの原料となるヘキサメチレンジアミンは、アジピン酸からアジポアミド、アジポニトリルを経由して得られる。また、オキソアルコールとのエステル化で得られるアジピン酸エステルは、可塑剤として用いられる。
アジピン酸あるいはそのエステルは，水素化して 1,6-ヘキサンジオールとなり，これは主としてポリエステルとポリウレタンに用いられる。